# Ebberg (Bielefeld)
Der Ebberg ist ein 309,1 m ü. NHN hoher Berg im Südosten von Bielefeld. Er gehört zum Hauptkamm des Teutoburger Waldes, der in diesem Bereich die Bezirksgrenze zwischen den Bielefelder Stadtbezirken Senne und Stieghorst bildet. Über den Gipfel verläuft der Hermannsweg und auf dem Gipfel steht der Eiserne Anton genannte Bielefelder Bismarckturm, der 1895 erbaut und 2004 renoviert wurde; ca. 200 m weiter östlich ein 21 m hoher Funkturm einer britischen Armee; von dort aus wiederum ca. 300 m in östlicher Richtung ein städtisches Pumpwerk.